# リオール・シャンバダール
リオール・シャンバダール（ヘブライ語: ליאור שמבדל, ラテン文字転写例:Lior Shambadal, 1950年5月14日 - ）は、イスラエルの指揮者。

## 人物・来歴
テルアビブの生まれ。幼少時より、ヴィオラとトロンボーン、指揮法と作曲を学ぶ。ザルツブルクのモーツァルテウム音楽院でカール・メレスに指揮法を師事した後、ウィーン国立音楽院でハンス・スワロフスキーの門下となる。さらにイタリアでもフランコ・フェラーラやカルロ・マリア・ジュリーニらの下で研鑽を重ねる。一方で作曲はヴィトルト・ルトスワフスキに師事していた。1980年にイスラエルのハイファ交響楽団の首席指揮者に就任し、1986年にはテル・アヴィヴ室内管弦楽団の音楽監督に転任。1993年から2000年まで、ドイツのカイザースラウテルン歌劇場の音楽総監督となり、1997年から2019年までベルリン・シンフォニカー(ベルリン交響楽団)の首席指揮者となった。2000年から2003年までは、リュブリャナのスロヴェニア放送交響楽団の首席指揮者も兼任した。